# Ахмед Хассан Дірія
Ахмед Хассан Дірія (13 липня 1937 — 13 березня 2005) — танзанійський політик і дипломат. Міністр закордонних справ Танзанії (1990—1993).

## Життєпис
Народився 13 липня 1937 року в місті Раха Лео, Занзібар. Здобував освіту в місцевих початкових та середніх школах.
Він почав працювати в державній службі з 1954 року. У 1958—1961 рр. навчався у філософському коледжі в Гані. Після революції Занзібару 1964 року його призначили комісаром з питань Пемби. Він залишався на цій посаді до 1965 року, коли вступив до танзанійської закордонної служби. Він працював дипломатом до 1989 року, працюючи послом у різні часи в Заїрі, ФРН, Єгипті, Японії та Індії. Після цього він повернувся до Танзанії з Німеччини, став членом парламенту і обіймав різні посади міністра.
У 1989 році він увійшов до уряду Танзанії, обіймаючи посаду міністра інформації та радіомовлення з 1989 по 1994 рік, і міністра закордонних справ з 1990 по 1993 рік.
Тим часом він був обраний до парламенту від Раха Лео і служив у парламенті до своєї смерті.
13 березня 2005 року помер у лікарні в Німеччині.